# Michał Kaput
Michał Kaput (Wyszków, 18 febbraio 1998) è un calciatore polacco, centrocampista del Radomiak Radom.

## Carriera
Dopo gli inizi nelle giovanili di WOSiR Wyszków e Polonia Varsavia, nel 2017 firma il suo primo contratto da giocatore con il ŁKS Łomża, formazione della quarta divisione polacca. L'anno successivo si trasferisce al Radomiak Radom, rendendosi uno dei protagonisti della scalata dalla terza divisione alla massima serie polacca. Nel gennaio 2022, durante la finestra invernale di calciomercato, si accasa al Piast Gliwice, altro club della massima serie polacca.

## Statistiche

### Presenze e reti nei club
Statistiche aggiornate al 20 aprile 2022.
| Stagione              | Squadra               | Campionato            | Campionato | Campionato | Coppe nazionali | Coppe nazionali | Coppe nazionali | Coppe continentali | Coppe continentali | Coppe continentali | Altre coppe | Altre coppe | Altre coppe | Totale | Totale |
| Stagione              | Squadra               | Comp                  | Pres       | Reti       | Comp            | Pres            | Reti            | Comp               | Pres               | Reti               | Comp        | Pres        | Reti        | Pres   | Reti   |
| --------------------- | --------------------- | --------------------- | ---------- | ---------- | --------------- | --------------- | --------------- | ------------------ | ------------------ | ------------------ | ----------- | ----------- | ----------- | ------ | ------ |
| 2017-2018             | ŁKS Łomża             | 3L                    | 30         | 2          | CP              | 0               | 0               |                    | -                  | -                  |             | -           | -           | 30     | 2      |
| 2018-2019             | Radomiak Radom        | 2L                    | 33         | 3          | CP              | 0               | 0               |                    | -                  | -                  |             | -           | -           | 33     | 3      |
| 2019-2020             | Radomiak Radom        | 1L                    | 29         | 1          | CP              | 1               | 0               |                    | -                  | -                  |             | -           | -           | 30     | 1      |
| 2020-2021             | Radomiak Radom        | 1L                    | 30         | 1          | CP              | 2               | 0               |                    | -                  | -                  |             | -           | -           | 32     | 1      |
| 2021-gen. 2022        | Radomiak Radom        | EK                    | 18         | 0          | CP              | 1               | 0               |                    | -                  | -                  |             | -           | -           | 19     | 0      |
| Totale Radomiak Radom | Totale Radomiak Radom | Totale Radomiak Radom | 110        | 5          |                 | 4               | 0               |                    | -                  | -                  |             | -           | -           | 114    | 5      |
| gen.-giu. 2022        | Piast Gliwice         | EK                    | 7          | 0          | CP              | 1               | 0               |                    | -                  | -                  |             | -           | -           | 8      | 0      |
| Totale carriera       | Totale carriera       | Totale carriera       | 147        | 7          |                 | 5               | 0               |                    | -                  | -                  |             | -           | -           | 152    | 7      |

## Palmarès

### Club

#### Competizioni nazionali
- II liga: 1

Radomiak Radom: 2018-2019
- I liga: 1

Radomiak Radom: 2020-2021